# Trnovice
Trnovice (cyr. Трновице) – wieś w Czarnogórze, w gminie Pljevlja. W 2011 roku liczyła 56 mieszkańców.